# 슈퍼 팡
《슈퍼 팡》(영어: SUPER PANG, 일본어: スーパーパン)은 미첼에서 1990년에 출시한 아케이드 게임으로, 풍선 터뜨리기 게임인 팡의 후속작이다. 북아메리카 지역에는 《슈퍼 버스터 브라더스》(Super Buster Bros.)라는 제목으로 출시되었다.